# 엘루겔라브섬

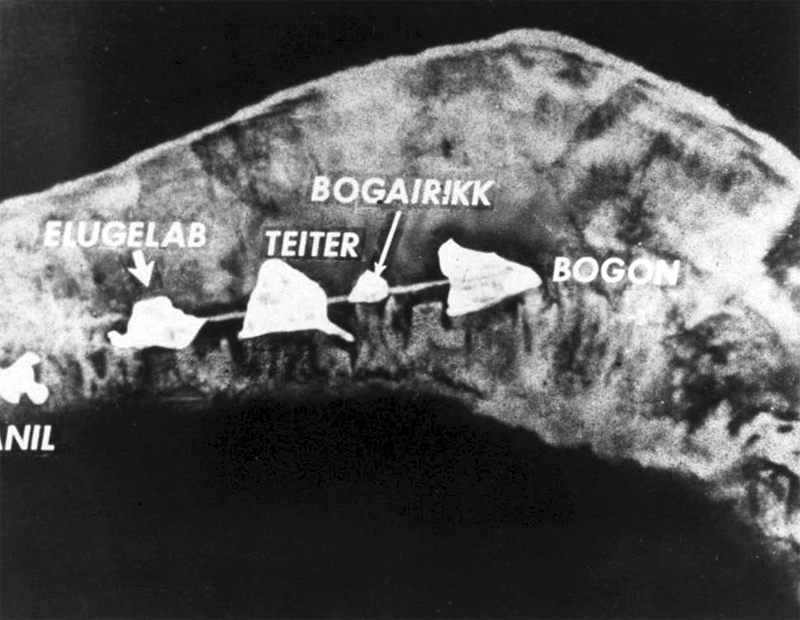
수소 폭탄 실험 전의 에네웨타크 환초 (왼쪽에 있는 섬이 엘루겔라브 섬)

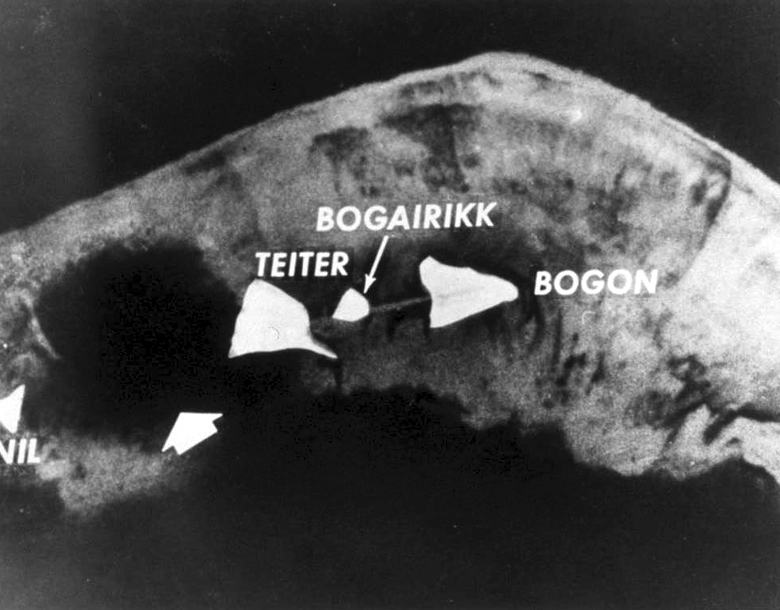
수소 폭탄 실험 후의 에네웨타크 환초 (파괴된 채로 남아있는 엘루겔라브 섬)

엘루겔라브섬(Elugelab island)은 마셜 제도 에네웨타크 환초에 속한 섬이다. 1952년 11월 1일 수소 폭탄 실험으로 인해 파괴되었으며 당시에 사용된 수소 폭탄의 폭발 위력은 10.4메가톤 이상(히로시마·나가사키 핵폭격의 750배)에 달했다.

## 같이 보기
- 핵융합
- 아이비 마이크
- 레드윙 작전
- 핵분열
- 크라카타우산